# Pedikulozid
Unter einem Pedikulozid (lat. pedikulozidum - Läusemittel) versteht man einen Wirkstoff zur Behandlung eines Lausbefalls, insbesondere durch die Kopflaus  (Pediculosis capitis). Pedikulozide werden als Tinktur, Shampoo, Lotion, Spray und auch Creme auf das Haar aufgetragen und können unter anderem die Wirkstoffe Permethrin, Pyrethrin oder Silikonöl enthalten. Einige Pedikulozide sind nicht für Kleinkinder und empfindliche Hauttypen geeignet.
Pharmakologisch wirksame Präparate wirken meist direkt auf die Nervensysteme der Läuse und führen zu einer Lähmung der Stoffwechselfunktionen, die innerhalb von wenigen Stunden zum Tod der Parasiten führt. Physikalisch wirkenden Präparate blockieren die Mikroventilation der Läuse und ihrer Larven. Dadurch ersticken diese nach wenigen Stunden.
In der Regel genügen bei beiden Präparatgruppen zwei Anwendungen im Abstand einer Woche, um die Eltern- als auch die nachwachsende Generation abzutöten. Dennoch sollten die Anwendungen durch regelmäßiges Auskämmen mittels eines Nissenkammes begleitet werden.
Nebenwirkungen treten lediglich bei Überempfindlichkeit gegenüber einem chemischen Bestandteil oder bei missbräuchlicher Anwendung auf. In den letzten Jahren werden jedoch vermehrt Resistenzen der Läuse gegenüber den Nervengiften geschildert, deren Bedeutung in Deutschland noch unklar ist.